# Willy De Clercq
Willy De Clercq (n. 8 iulie 1927 - d. 28 octombrie 2011), a fost un om politic belgian, membru al Parlamentului European în perioada 1999-2004 din partea Belgiei. 
1. 1 2  „Willy De Clercq”, Gemeinsame Normdatei, accesat în 2 mai 2014
2. 1 2  Willy de Clercq, Munzinger Personen, accesat în 9 octombrie 2017
3. 1 2  Willy De Clercq, Biografisch Portaal, accesat în 9 octombrie 2017
4. ↑  „Willy De Clercq”, Gemeinsame Normdatei, accesat în 15 decembrie 2014
5. ↑  Willy De Clercq (84) overleden (în neerlandeză), Het Laatste Nieuws, 28 octombrie 2011, accesat în 19 septembrie 2016
6. ↑  „Willy De Clercq”, Gemeinsame Normdatei, accesat în 31 decembrie 2014
7. 1 2  Deputații în Parlamentul European